# عين لحجر (حد الدرا)
عين لحجر هي إحدى مشيخات المملكة المغربية، تتبع جغرافيا لإقليم الصويرة وإداريًا لحد الدرا. يقدر عدد سكانها بـ 4046 نسمة حسب الإحصاء الرسمي للسكان والسكنى لسنة 2004.